# Görmar-Kaserne

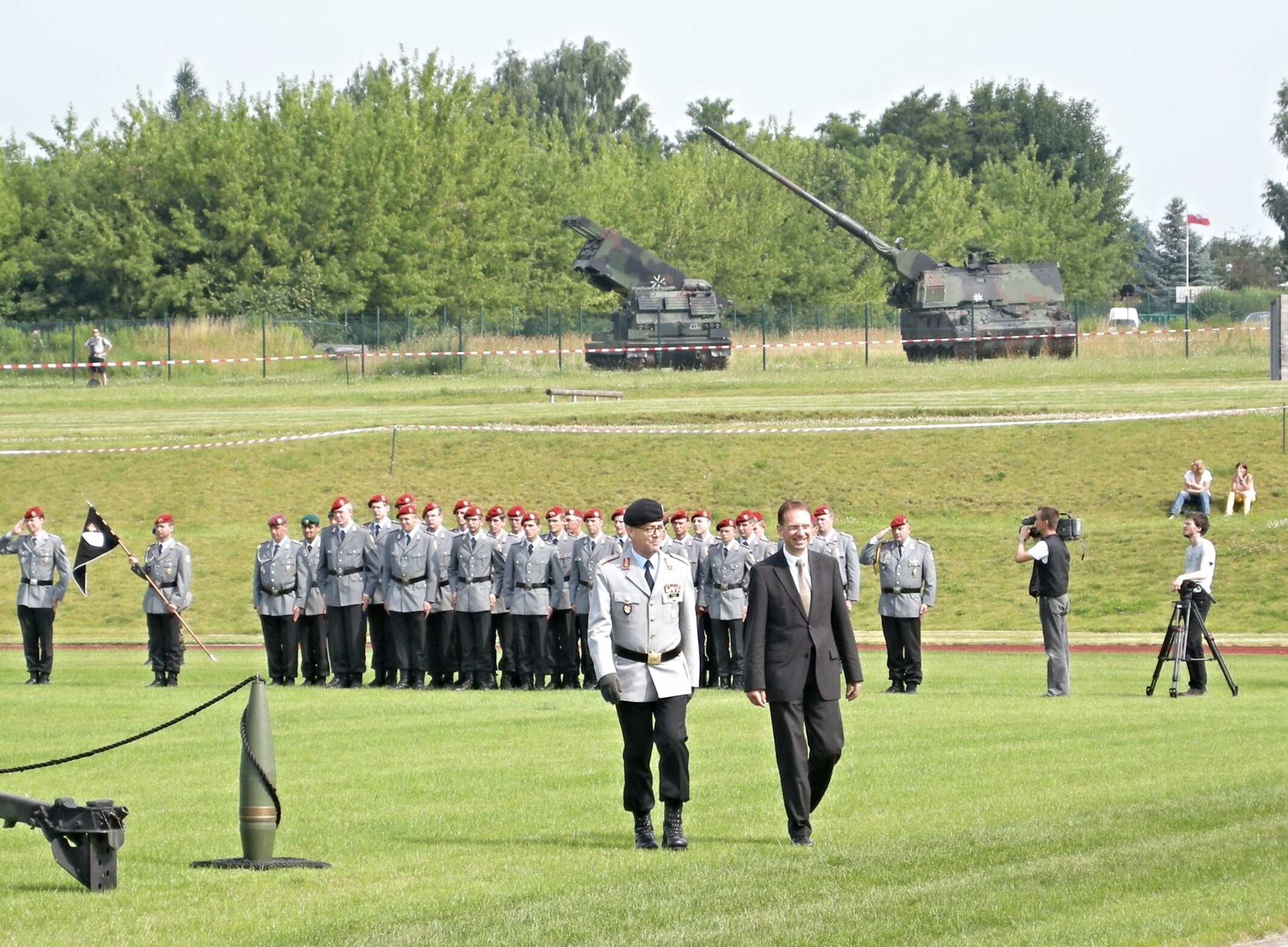
Das Artillerieregiment 100 in Mühlhausen (2009)

Die Görmar-Kaserne war eine Kaserne in Mühlhausen/Thüringen, benannt nach dem Mühlhäuser Ortsteil Görmar. Sie umfasste 35,4 Hektar sowie 30 Gebäude. Zuletzt wurde die Liegenschaft militärisch von der Bundeswehr genutzt. Zum 31. Dezember 2014 wurde der Standort geschlossen.

## Geschichte
In der Zeit der DDR war in der Kaserne das Mot.-Schützenregiment 22 „Thomas Müntzer“ stationiert.
Nach der Wiedervereinigung und Auflösung der NVA waren ab 1991 unter anderem folgende Dienststellen in der Kaserne stationiert:
- Artilleriebrigade 100 (ArtBtl 100; 2002–2007)
- Artillerieregiment 100 „Freistaat Thüringen“ (ArtRgt 100; 2007–2014)
  - Stabsbatterie
- Beobachtungsartilleriebataillon 131 (BeobArtBtl 131; 1994–2002)
- Beobachtungsartilleriebataillon 701 (BeobArtBtl 701; 1992–1994)
- Beobachtungspanzerartilleriebataillon 131 (BeobPzArtBtl 131; 2008–2014)
- Feldartilleriebataillon 701 (FArtBtl 701) (FArtBtl 701; 1991–1992)
- Fahrschulgruppe Mühlhausen
- Katholisches Militärpfarramt Mühlhausen
- Panzerartilleriebataillon 65 (nicht aktiv)
- Sanitätsstaffel Mühlhausen

Zum Ende des Jahres 2014 übergab die Bundeswehr die Kaserne für die zivile Nachnutzung. Auf dem Gelände ist die Ansiedlung von Gewerbe geplant. Zudem wird das Gelände Sitz der Kreisverwaltung des Unstrut-Hainich-Kreises.